# Barry Davis
Barry Alan Davis (Bloomfield, 17 settembre 1961) è un ex lottatore statunitense, specializzato nella lotta libera.

## Palmarès

### Olimpiadi
- 1 medaglia:
  - 1 argento (Los Angeles 1984 nei pesi piuma)

### Mondiali
- 1 medaglia:
  - 1 argento (Clermont-Ferrand 1987 nei 57 kg)